# Новый Уркарах
Новый Уркарах (дарг. Сагаси Уркарахъ) — село в Дахадаевском районе Дагестана. Входит в Уркарахское сельское поселение.

## Географическое положение
В административном отношении принадлежит Дахадаевскому району, а географически расположено в качестве «анклава» на (в окружении) территории Дербентского района, с востока примыкает к городу Дагестанские Огни (отделено от последнего железнодорожной линией).

## История
Образовано переселенцами из сел Дахадаевского района. Указом ПВС РСФСР от 11.09.1985 г зарегистрировано новое село Новый Уркарах.

## Население
| 1989 | 2002  | 2010  | 2021  |
| ---- | ----- | ----- | ----- |
| 597  | ↗1077 | ↗1101 | ↘1046 |